# Behrensbau (Berlin)

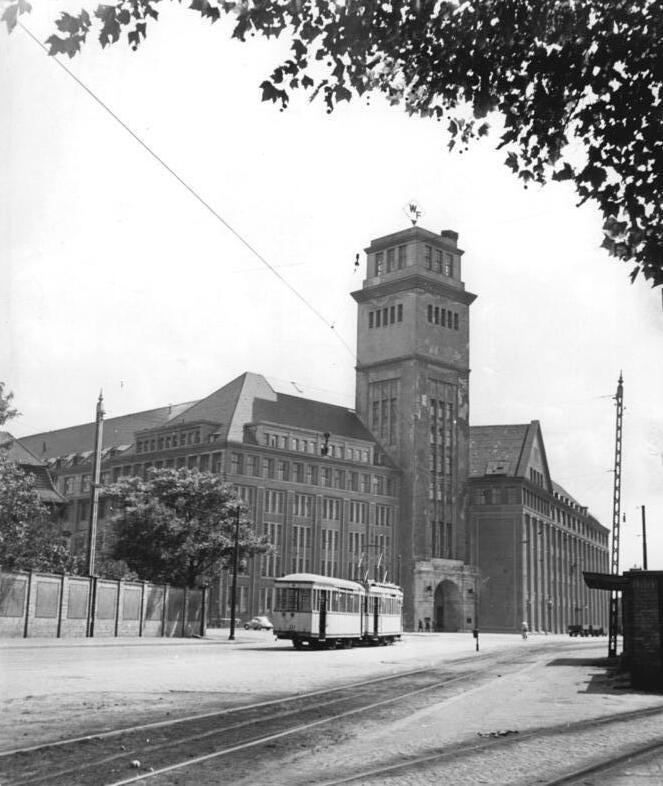
Behrensbau, 1958

Der Behrensbau oder Peter-Behrens-Bau an der Ostendstraße 1–4 Ecke Wilhelminenhofstraße im Berliner Ortsteil Oberschöneweide des Bezirks Treptow-Köpenick ist ein denkmalgeschützter Industriebau, der 1917 eingeweiht wurde. Nach seiner Fertigstellung löste das Turmbauwerk (später nach seinem Architekten Peter Behrens benannt) das Rathaus in Augsburg als seinerzeit (abgesehen von Kirchtürmen) höchstes Gebäude Deutschlands ab, behielt diesen Titel aber nur ein Jahr und wurde dann vom ebenfalls in Berlin stehenden Siemensturm abgelöst.

## Entstehung
Der Großindustrielle Emil Rathenau, der bereits das AEG-Kabelwerk Oberspree (KWO) in der damaligen Landgemeinde Oberschöneweide betrieb, hatte 1901 zusammen mit seinem Sohn Walther Rathenau ein neues Unternehmen zur Herstellung von Automobilen gegründet, die Neue Automobil-Gesellschaft (N.A.G.), die ab 1915 als Nationale Automobil-Gesellschaft firmierte. Die Fabrik befand sich zunächst auf dem Gelände des KWO, benötigte aber wegen steigender Nachfrage ein eigenes Betriebsgelände. Die Rathenaus hatten den Architekten Peter Behrens mit einem Entwurf beauftragt. Im Jahr 1914 erfolgte der Baubeginn auf einem zugekauften Gelände nahe am Spreeufer. Als erstes entstanden nach den Plänen von Behrens ein- und zweigeschossige Werkhallen für die mechanische Werkstatt und das Reparaturwerk. In der Hauptbauzeit 1916–1917 wurden die Flügelbauten an der Straßengabelung und rechtwinklig dazu errichtet, die einen unregelmäßig geformten Werkhof bildeten.

## Nutzung

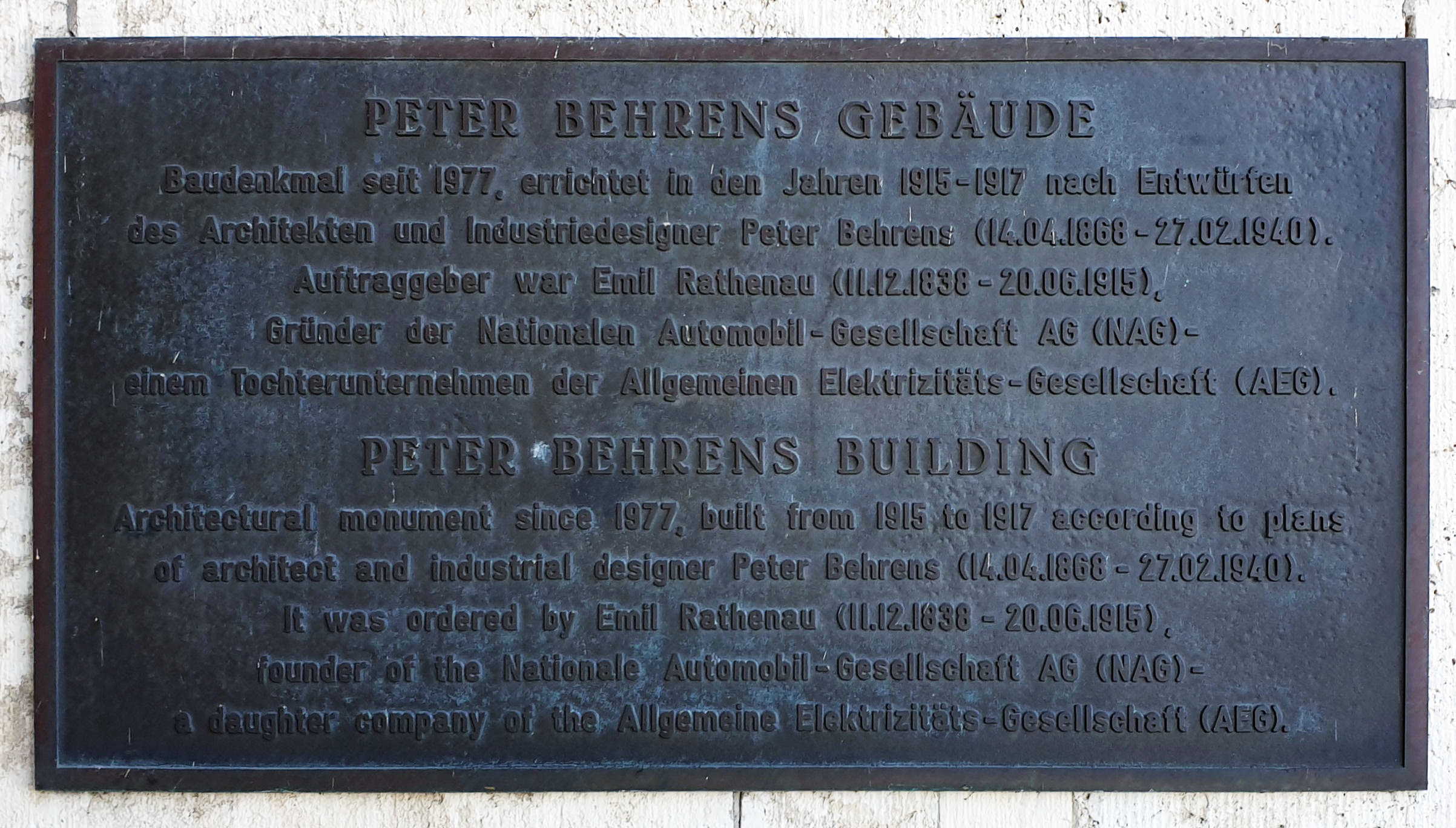
Gedenktafel an der rechten Innenseite des Haupttors im Turm, 2020

In dem von Peter Behrens entworfenen und 1915–1917 errichteten mehrgliedrigen Bauwerk wurden nach 1931 keine Lkw, sondern nur noch Pkw hergestellt. Nach der Einstellung ihrer Automobilsparte 1934 richtete die AEG im ehemaligen NAG-Werk 1938 die Röhrenfabrik Oberspree (RFO) ein, die u. a. spezielle Elektronenröhren für die von der GEMA in Köpenick entwickelten Radargeräte der Wehrmacht herstellte. Des Weiteren wurde auch Ende der 1930er Jahre die ebenfalls zur AEG gehörende Fernmeldekabel- und Apparatefabrik (FAO) untergebracht.
Nach dem Ende des Zweiten Weltkriegs in Europa richtete die Sowjetische Militäradministration in Deutschland zunächst das Labor, Konstruktionsbüro und Versuchswerk Oberspree (LKVO) in der ehemaligen Produktionsstätte der RFO ein, das im Mai 1946 in Oberspreewerk (OSW) umbenannt wurde. Ab 1950, nachdem noch andere Firmen integriert worden waren, wurde es zum Werk für Fernmeldewesen (HF) und ab 1960 zum Werk für Fernsehelektronik (WF). Im Turm, der als Wasserturm geplant war, befanden sich bis zum Ende der DDR bzw. dem Ende der Produktion die Verwaltungseinheiten des WF. Zwischen 1990 und 1994 gab es das Werksmuseum Technik im Turm.
Nachdem Samsung 1992 das gesamte Unternehmen WF übernommen hatte, produzierte das neugegründete Tochterunternehmen Samsung SDI Germany in den hofseitigen Werkshallen bis Ende 2005 Bildröhren für Fernsehgeräte. Im Jahr 2009 erwarben die aus Galway stammenden Comer-Brüder das Gebäude und boten einigen Kleinunternehmen Arbeitsräume zur zeitlich befristeten bzw. kurzfristig kündbaren Zwischenmiete. So war der denkmalgeschützte Peter-Behrens-Bau zwischenzeitlich vermietet, unter anderem an HTW-Studiengänge sowie an klein- und mittelständische Unternehmen. Das sanierungsbedürftige ehemalige Werksgelände hinter dem Peter-Behrens-Bau wiederum beherbergte neben Transport- und Abbruchunternehmen auch Lagerflächen und eine Bootsmanufaktur. Die neueren Gebäude aus der Zeit des WF wurden teilweise von Kleingewerbe genutzt, zu großen Teilen standen diese jedoch in der Zeit nach dem Produktionsende von Samsung leer. Eine Sanierung und Entwicklung des ehemaligen Industrieareals blieb in dieser Zeit, entgegen mehrerer entsprechender Anläufe der Comer-Brüder diesbezüglich, aus.
Im Mai 2019 wurde das Gelände an die Deutsche Immobilien Entwicklungs AG (DIEAG) weiterveräußert. Der neue Eigentümer will das Gelände weiterentwickeln und investiert zu diesem Zweck bis zum voraussichtlichen Projektabschluss im Jahr 2029 mehr als eine Milliarde Euro. Geplant ist ein öffentlich zugängliches Gewerbestadtquartier für Wirtschaft, Wissenschaft, Kunst und Kultur sowie soziale und Bildungseinrichtungen, Gastronomie, Freizeit und Erholung. Städtebaulicher Ausgangspunkt ist ein von der DIEAG in Zusammenarbeit mit der GfP Gesellschaft für Planung entwickeltes und mit dem Fachbereich Stadtplanung und der Unteren Denkmalschutzbehörde des Bezirksamts Treptow-Köpenick abgestimmtes und vertraglich vereinbartes städtebauliches Entwicklungskonzept. Im weiteren Projektverlauf bildet das Konzept zudem die Grundlage für das parallel gemeinsam mit dem Bezirk durchzuführende Bebauungsplanverfahren (B-Plan 9-59). Geplant ist neben der städtebaulichen Öffnung des Gesamtareals die Sanierung und gewerbliche Neuvermietung des Peter-Behrens-Baus sowie weiterer denkmalgeschützter Gebäude. Ansonsten wird der Industriealtbestand überwiegend neuen Gebäuden weichen. Geplant sind zudem drei Hochpunkte bis zu einer Gebäudehöhe von knapp 50 Metern. Zu deren Gestaltung findet zwischen März und Juni 2024 ein geschlossener Architekturwettbewerb statt.
Insgesamt werden so durch Revitalisierung und Neubau ca. 288.000 m² Bruttogeschossfläche mit einer multifunktionalen gewerblichen Gesamtmietfläche von ca. 235.000 m² (GIF) geschaffen (Stand: Dezember 2023). Wohnungen sind auf dem Areal planungsrechtlich nicht zulässig und werden dementsprechend nicht errichtet. Mit Blick auf die Aufenthaltsqualität wird unter anderem der öffentliche Zugang zum Spreeufer ermöglicht und der Uferweg, die übrigen Außenanlagen wie auch alle Neubaudächer intensiv begrünt. Geplant sind unter anderem miteinander verbundene öffentlich begehbare Dachgärten.
Ein integriertes Standortenergiekonzept auf Basis vor Ort generierter grüner Energie, unter anderem aus Photovoltaik, thermischem Recycling und Tiefengeothermie, soll das Behrens-Ufer zum weltweit ersten Quartier machen, das sich vollständig selbst und von Dritten unabhängig mit Strom, Wärme und Kälte versorgen kann.
Mit der Umsetzung der baulichen Maßnahmen ist die Ed. Züblin AG als Generalunternehmer beauftragt. Erste Sanierungsarbeiten im Bestand haben 2021 begonnen. Der Gesamtabschluss der Arbeiten ist für 2029 geplant. Parallel zu den Sanierungsarbeiten finden bereits seit 2021 zahlreiche Ausstellungen und öffentliche Veranstaltungen auf dem Gelände statt.
Der Behrensbau diente als Drehort für die Fernsehserie Babylon Berlin.
Seit 2024 hat das Unternehmen ASML Berlin, ein führender Zulieferer der Halbleiterindustrie und Hersteller von Lithografiemaschinen für die Mikrochipproduktion, Büroflächen im Behrens-Bau angemietet.

## Architektur

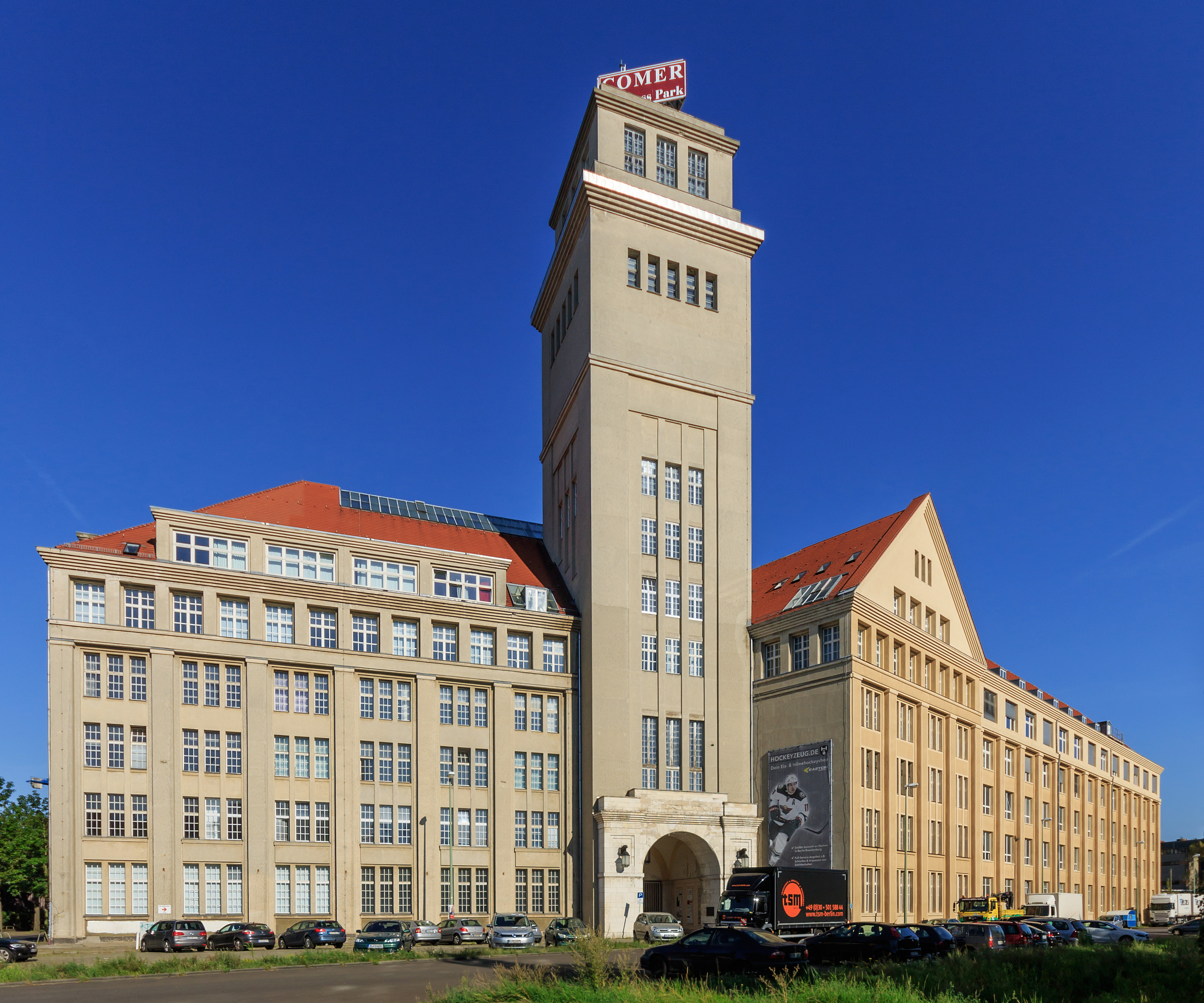
Der vom AEG-Architekten Peter Behrens entworfene und unter Denkmalschutz stehende Bau an der Ostendstraße in Berlin-Oberschöneweide

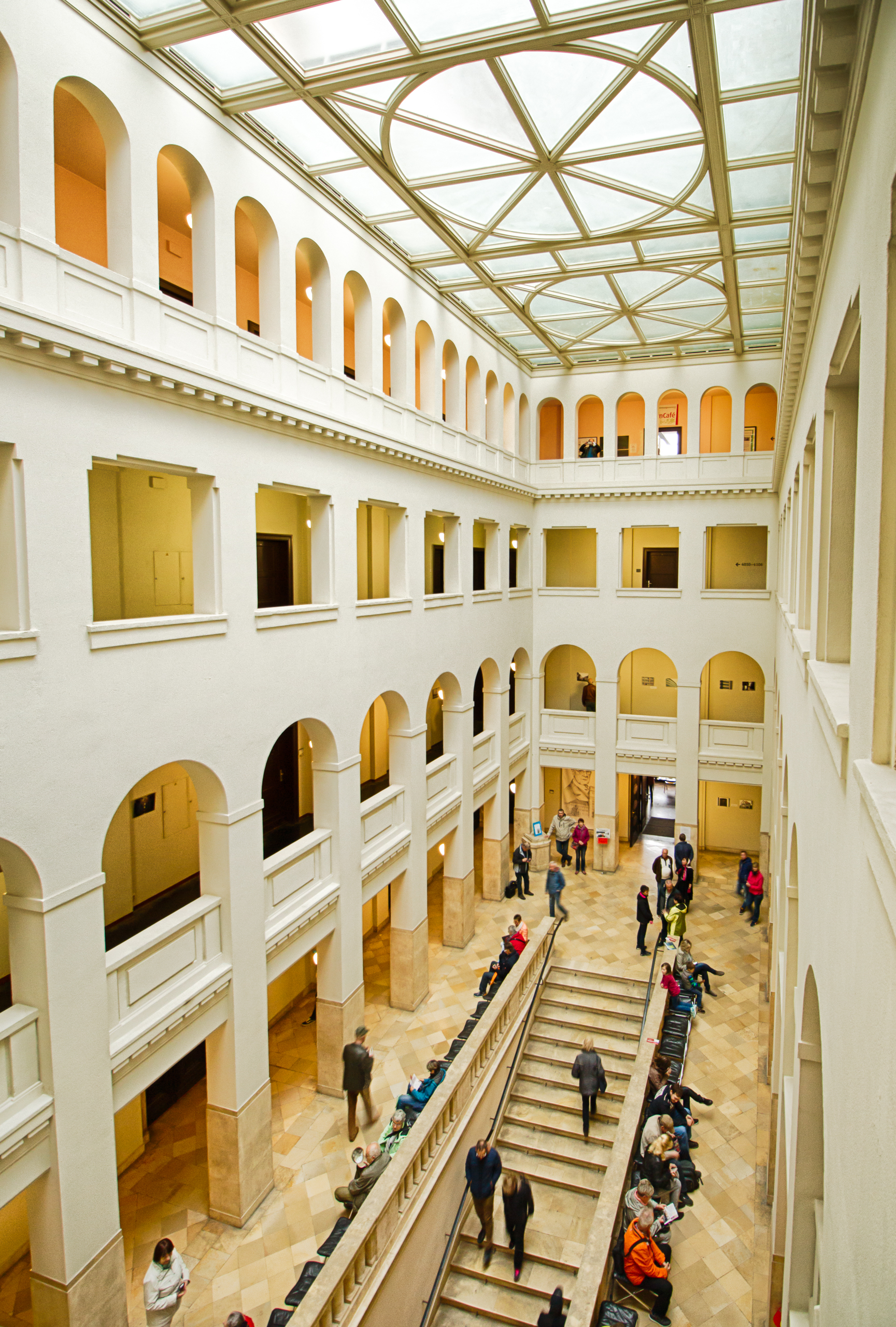
Das Atrium im Behrensbau

Alle aus der Erstbauzeit stammenden Gebäudeteile bilden einen etwa U-förmigen Grundriss. Die Bauten um den Fabrikhof sind einheitlich abgeputzt und tragen Satteldächer. Den Blickfang bildet der 70 m hohe quadratische Turm. Er wurde vom Architekten mit einem mehrfach abgetreppten Gesims ausgestattet. Kräftige Pfeilervorlagen gliedern die Fassade vertikal. Das Hauptportal des Turmgebäudes ist mit Travertin verkleidet und bildet einen Rundbogen. Im Inneren des Turmes dominiert eine lichtdurchflutete Treppenhalle das Aussehen. In den vier Geschossen besitzt die Halle umlaufende Galerien, die sich alle gestalterisch voneinander unterscheiden – mal sind sie zum Treppenhaus hin mit Rundbögen abgeschlossen, mal sind es offene Rechtecke, in der vierten Etage bilden sie kleinere Rundbögen eng nebeneinander. Insgesamt entsteht das Ambiente einer Kirchenhalle.
Straßenseitig betrachtet befindet sich links vom Turm das eigentliche Verwaltungsgebäude, das mit hohen dreiteiligen Fenstern über die unteren vier Etagen reicht. Die fünfte Etage schließt den Verwaltungsbau ab und führt mit einem Brüstungsband durchgehend um die Fassade herum. Im abschließenden Dach ist noch eine Reihe kleinerer Fenster wie Gauben angeordnet. Rechts vom Turm und in der Straßenlinie stark vorspringend befindet sich ein Kopfbau mit einem hohen Dreiecksgiebel. Im Jahr 1957 erhielt das Bauwerk noch einen Gebäudeflügel entlang der Ostendstraße, der mit Flachdächern abgeschlossen wurde. 1984 wurde dieser Flügel noch bedeutend verlängert.